# Juliette and The Licks
Juliette and the Licks és un grup de rock nord-americà fundat el 2003 i liderat per l'actriu Juliette Lewis (veu). Altres membres de la banda són els guitarristes Craig Fairbaugh i Kemble Walters, el baixista Jason Womack i el bateria Ed Davis. La banda es va separar el 2009 i va tornar en 2015.
La banda es va formar en 2003 per Lewis, Patty Schemel, Todd Morse i Paul III. Les cançons «You're Speaking My Language» i «Got Love To Kill», van aconseguir la posició 35 i 56 en la llista de vendes de senzills del Regne Unit, respectivament. Del seu segon disc, es van extreure els senzills «Hot Kiss» i «Sticky Honey».

## Discografia

### LP
- 2005: You're Speaking My Language
- 2006: Four on the Floor

### EP
- 2004: ...Like A Bolt Of Lightning

## Membres
- Juliette Lewis – veu solista, producció (2003–2009, 2015–present)
- Todd Morse – guitarra solista, cors (2003–2008, 2015–present)
- Jason Womack – baix (2006–2009, 2015–present)
- Kemble Walters - guitarra rítmica (2006-2007, 2015–present)
- Ed Davis – bateria (2006–2009, 2015–present)

### Antics membres
- Craig Fairbaugh – guitarra solista (2008–2009)
- Paul Ill – baix (2003–2006) – teclat, sintetitzador, piano rhodes, cors, (2006–2007)
- Patty Schemel – bateria (2003–2004)
- Jason Morris – bateria (2004–2006)
- Emilio Cueto – guitarra rítmica (2007–2009)

### Músics de sessió
- Dave Grohl – bateria a Four on the Floor (2006)

### Membres per al directe
- Brad Wilk – bateria (2016)
- Juan Alderete - baix (2016)